# سكوت ستانفورد
مذيع وصحفي ولد في 1966م، يعمل في اتحاد دبليو دبليو أي للمصارعة في عرض سماكدوان لايف، ظهر لأول مرة في عام 2009 والآن في سماكدوان مع تشارلي كاروسو في تقديم برنامج افتربورن الذي تعرض فيه أحداث سماكداون الاسبوعية.

## وصلات خارجية
- سكوت ستانفورد على موقع IMDb (الإنجليزية)
- سكوت ستانفورد على موقع دبليو دبليو إي (الإنجليزية)